# Eduardo García Guerra

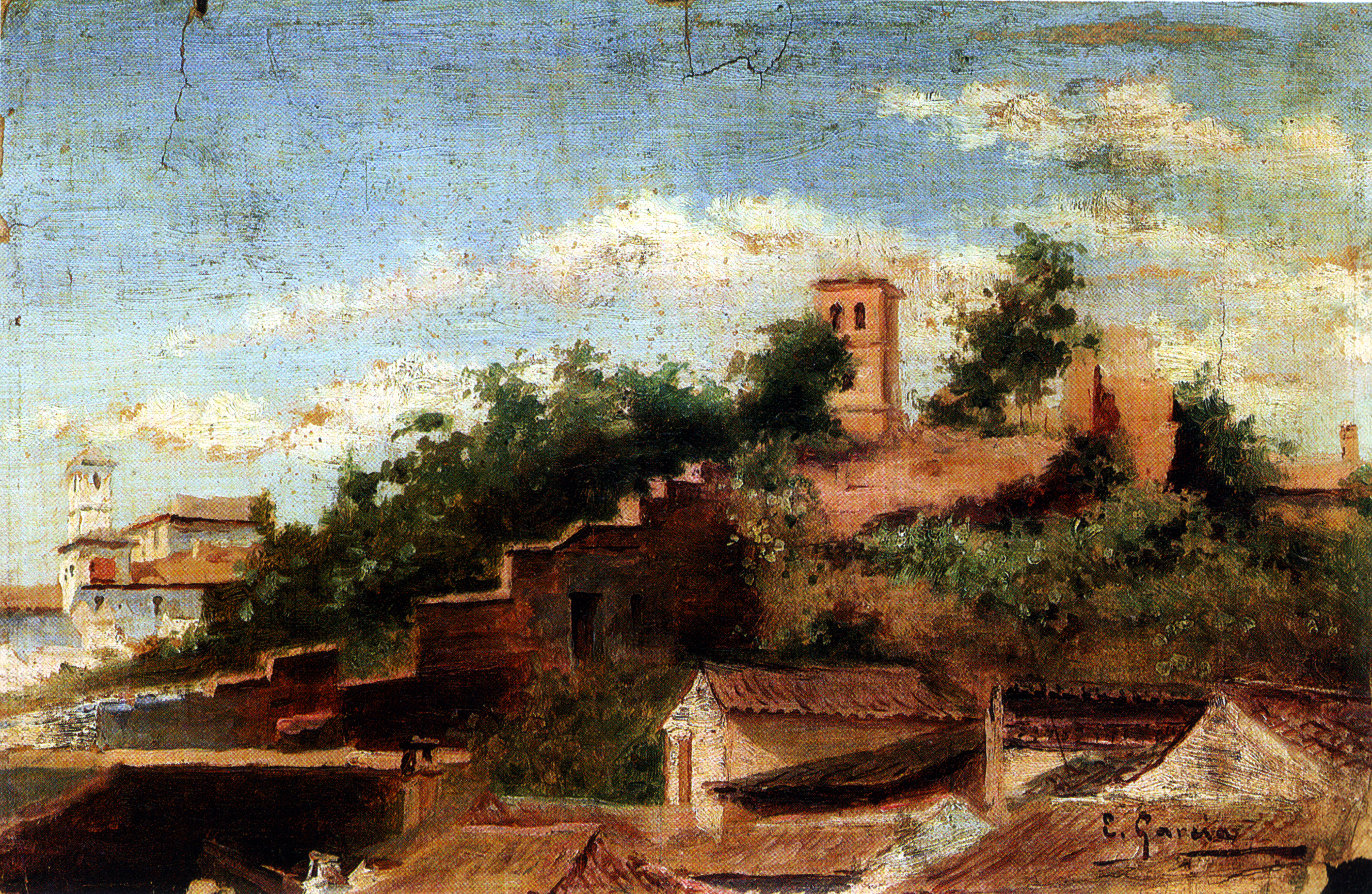
Iglesias de san Nicolás y de san Miguel Alto.

Eduardo García Guerra (Granada, 1827- Granada, 15 de febrero de 1893) fue un pintor español.

## Formación
Inició su formación artística en la Academia de Bellas Artes de San Fernando con Federico de Madrazo y Carlos Luis de Ribera. Hacia 1853 continuó formándose en París, con Charles Gleyre, especializándose en pintura histórica.

## Obra
- Sigerico, cuadro para la «Serie cronológica de los reyes de España» del Museo del Prado pintado hacia 1856.
- Cuadro sobre un episodio de Diego Laínez presentado a la primera Exposición Nacional (1856).[2]
- La desesperación de Judas. Premiada en la Exposición Nacional de 1864 con una mención honorífica.[2]
- Una lila. Presentada en la Exposición Nacional de 1876, última a la que concurrió.

También fueron obra suya los frescos que decoraban la bóveda del Teatro Isabel la Católica de Granada que resultó destruido en 1936.

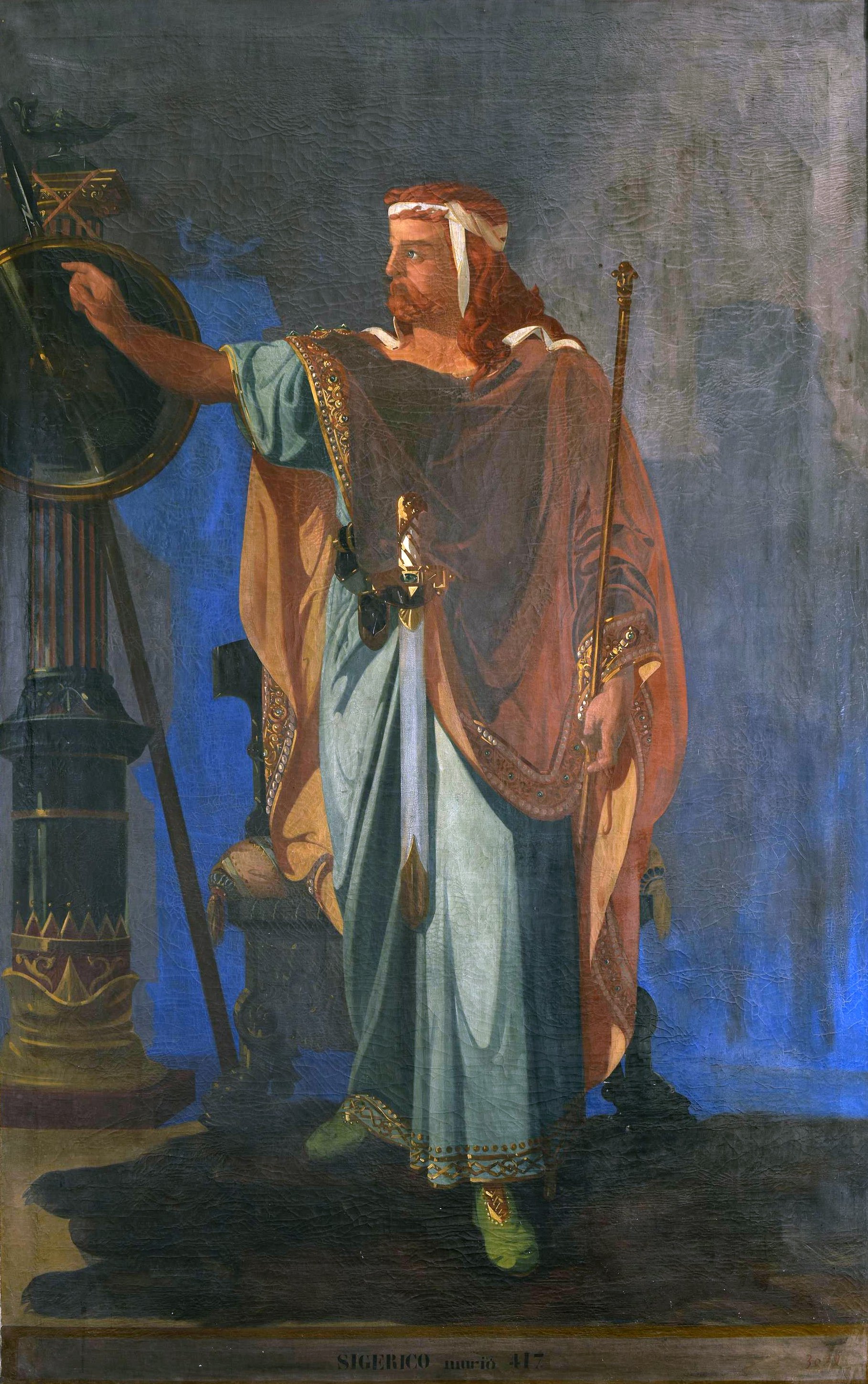
Sigerico, hacia 1856. Óleo sobre lienzo, 222 x 140 cm. Museo del Prado, en depósito en la Diputación Provincial de Lugo. Obra pintada para la serie cronológica de los reyes de España.

En Granada pintó numerosas acuarelas muy apreciadas y premiadas en exposiciones locales. No obstante vivió siempre con modestia gracias a la ayuda que le proporcionaron sus compañeros de tertulia, que le consiguieron un puesto como profesor auxiliar de la Escuela de Bellas Artes de Granada de escasa remuneración. También enseñó como miembro del Liceo de Granada del que se le concedió el título de socio de honor por sus trabajos en la sección de artes del mismo. Igualmente participó en la creación del Centro Artístico. A partir de 1875 abrió taller escuela en la cuesta del Progreso de Granada. Fueron discípulos suyos Valentín Barrecheguren, Isidoro Marín Garés, Enrique Marín Sevilla, Rafael Latorre Viedma, Eugenio Gómez Mir, entre otros, sobre cuyas respectivas obras ejerció cierta influencia. 
Fue asiduo de la tertulia de La Cuerda, donde era conocido como «Barcas» a causa del tamaño desmesurado de sus pies y calzado y en la que introdujo a su discípulo Valentín Barrecheguren.